# Exophiala dermatitidis
Exophiala dermatitidis ist ein thermophiler schwarzer Hefepilz aus der Familie der Herpotrichiellaceae. Während die Art in der Natur nur wenig verbreitet ist, kommen die stoffwechselaktiven Stämme regelmäßig in Saunen, Dampfbädern und Geschirrspülern vor. Exophiala dermatitidis verursacht nur selten Infektionen beim Menschen, kommen jedoch weltweit immer wieder vor. So wurden bereits Fälle aus Ostasien verzeichnet, in denen die Art tödliche Hirninfektionen bei jungen und ansonsten gesunden Menschen verursacht hat. Der Pilz ist als Verursacher der kutanen und subkutanen Phäohyphomykose sowie als Lungenkolonist bei Menschen mit zystischer Fibrose in Europa bekannt. Im Jahr 2002 kam es zu einem Ausbruch einer systemischen E. dermatitidis-Infektion bei Frauen, die in Krankenhäusern in North Carolina kontaminierte Steroidinjektionen erhalten hatten.

## Vorkommen und Beschreibung
Exophiala dermatitidis bildet langsam wachsende, braune oder schwarze Kolonien. Wie bei schwarzen Hefen üblich, ist E. dermatitidis ein anamorpher Pilz mit mehreren Konidien. Diese morphologische Plastizität hatte die taxonomische Bestimmung allein anhand des Erscheinungsbildes erschwert. Junge Kolonien werden als wachsartig, schleimig, glatt, und hefeartig beschrieben. Mit der Zeit entwickeln sich pigmentierte Lufthyphen, sodass ältere Kolonien als fadenförmig und samtig beschrieben werden. Die Konidien haben eine kugelige bis elliptische Form und bilden sich an der Mündung kurzer annellidischer Konidiogeniezellen. Annellationen können nur elektronenmikroskopisch beobachtet werden. Vor der rasterelektronenmikroskopischen Analyse konnte zudem beobachtet werden, dass sich die Konidienzellen aus nicht kanalisierten Phialiden und Phialiden ohne Kollaretten bilden. Dies führte dazu, dass die Art fälschlicherweise mit einer eigenen monotypischen Gattung, Wangiella, versehen wurde. Das Taxon Wangiella dermatitidis wird in der wissenschaftlichen Literatur immer noch häufig verwendet.
Der schwarze Pilz nimmt auch in vivo verschiedene Morphologien an. Infiziertes Gewebe enthält eine Mischung aus eiförmigen hefeartigen Zellen, kurzen septierten Hyphen, die verzweigt oder unverzweigt sein können, toruloiden Hyphen sowie isotopisch vergrößerten sklerotischen (muriformen) Zellen, die denen der Chromoblastomykose ähneln. Die aus E. dermatitidis-Infektionen isolierten muriformen Zellen haben dünnere Wände als die bei Chromoblastomykose gefundenen, und sind entlang einer einzigen Ebene geteilt.
Eine geschlechtliche Form von E. dermatitidis wurde bisher nicht beobachtet. Das Auftreten von zwei idiomorphen Paarungstypen in etwa gleicher Anzahl unter klinischen und Umweltisolaten deutet jedoch darauf hin, dass sich E. dermatitidis geschlechtlich vermehrt. Die Sequenzierung der rDNA hat gezeigt, dass klinische Proben von E. dermatitidis sehr eng mit Capronia mansonii verwandt sind. Es wird daher angenommen, dass die Ascosporen und Ascomata eines E. dermatitidis-Teleomorphen ebenfalls denen von C. mansonii ähneln würden.
Ideale Wachstumsbedingungen für E. dermatitidis herrschen zwischen 40 °C und 42 °C, E. dermatitidis kann jedoch Temperaturen von bis zu 47 °C tolerieren. Der metabolisch aktive Pilz ist indes auch in türkischen Dampfbädern, die gewöhnlich Temperaturen von über 60 °C erreichen, häufig anzutreffen, wird aber in der Regel nicht in heißeren und trockeneren Saunaanlagen oder in kühleren Umgebungen rund um Dampfbäder gefunden. Es wird vermutet, dass extrazelluläre Polysaccharide die Art vor Stress in heißen und feuchten Umgebungen schützen, da diese Eigenschaft typisch für Stämme ist, die aus Dampfbädern isoliert wurden. E. dermatitidis enthält zudem Carotinoid-Pigmente in seiner Zellwand, die die Art möglicherweise vor UV-Schäden schützen könnte.
Zur Unterscheidung von E. dermatitidis von anderen schwarzen Hefen kann auf die Thermophilie, die negative Kaliumnitrat-Anreicherung, die negative Melezitose-Assimilation und die Fähigkeit zum Tyrosin-Abbau abgestellt werden. Ferner können Exoantigen-Tests und eine DNA-Analyse bei der Artbestimmung nützlich sein. Zudem konnte der Pilz durch Hochtemperatur-Inkubation (bei 40 °C) selektiv auf Cycloheximid-haltigen Nährmedien isoliert werden.

## Geografische Verbreitung
Exophiala dermatitidis konnte bereits weltweit in geringen Mengen aus einer Vielzahl von Umweltquellen isoliert werden, darunter Erde, verrottendes Holz und Wespennester. Die Thermophilie und Säuretoleranz von E. dermatitidis lassen auf eine Verbreitung durch Warmblüter schließen, und es wird angenommen, dass seine ökologische Nische mit tropischen, frugivoren Vogel- und Fledermausarten in Verbindung steht. Die Fähigkeit, Nährstoffe in verschiedenen Umgebungen zu nutzen, an Fruchtoberflächen zu haften und verschiedene morphologische Phasen zu durchlaufen, wird als weiterer Beweis für diese Theorie angesehen. Klinische Isolate enthalten hingegen überwiegend Stämme, die in der Natur nur selten vorkommen. Möglicherweise sind diese Stämme aufgrund ihrer Halotoleranz für eine Infektion von Menschen prädisponiert.
Während E. dermatitidis in der Natur nur in geringer Zahl vorkommt, ist sie umso häufiger an warm-feuchten, vom Menschen geschaffenen Umgegebungen zu finden. Metabolisch aktive Stämme werden in großer Zahl von Oberflächen in Saunen, Dampfbädern und Luftbefeuchtern isoliert. E. dermatitidis ist zudem eine der häufigsten Pilzarten, die in Geschirrspülern vorkommen, und konnte weltweit in diesen isoliert werden.

### Radiotrophie
Bei E. dermatitidis handelt es sich mutmaßlich um einen radiotrophen Pilz. Es wird vermutet, dass die Art ihre Stoffwechselenergie aus ionisierender Strahlung beziehen kann (Radiosynthese). Die Produktion von Melanin stellt einen entscheidenden Faktor zur Absorption des ionisierenden Strahlung dar. So wurden im explodierten Reaktorblock 4 von Tschernobyl große Populationen von E. dermatitidis gefunden, welche unter Einwirkung von Radioaktivität eine erhöhte Stoffwechseltätigkeit zeigten.

## Pathophysiologie
Exophiala dermatitidis kann in der Regel als opportunistischer Krankheitserreger beim Menschen angesehen werden. Eine Ausnahme bildet das neurotrope klinische Bild, das typischerweise bei jungen und ansonsten gesunden Menschen zu finden ist.
Während über 100 Pilzarten eine Phäohyphomykose verursachen können, ist E. dermatitidis neben einer anderen Exophiala-Art, E. jeanselmei, einer der beiden am häufigsten nachgewiesenen Pilzarten. Exophiala dermatitidis gilt als einer der pathogensten Pilze der Gattung Exophiala und weist eine besonders hohe Mortalität von über 40 % auf. Dies ist in erster Linie auf dessen Fähigkeit zurückzuführen, systemische und neurotrope Infektionen zu verursachen, die etwa die Hälfte der gemeldeten Fälle ausmachen.

### Lokale und oberflächliche Infektionen
Exophiala dermatitidis bildet kutane und subkutane Phäohyphomykosen, die überwiegend im Gesicht und am Hals auftreten. Ursprünglich wurde die Art aus der Haut eines Patienten mit Läsionen an Wange, Hals und Ohr isoliert. Die aus Hautinfektionen isolierten Zellen sind häufig kugelförmig und können toruloide oder moniliforme Ketten bilden. Exophiala dermatitidis wurde zudem mit verschiedenen oberflächlichen Infektionen in Verbindung gebracht, darunter Onychomykose, Otitis externa und Keratitis verursachenden Augeninfektionen.
In Europa wird E. dermatitidis häufig mit Mukoviszidose in Verbindung gebracht und besiedelt häufig die Lungen von Mukoviszidose-Patienten. In einer Studie konnte E. dermatitidis bei 6,2 % der Mukoviszidose-Patienten mit Hilfe von Erythritol-Chloramphenicol-Agar-Kulturschalen isoliert werden. Exophiala dermatitidis wurde auch als ätiologischer Erreger von Lungeninfektionen, die eine Lungenentzündung verursachen, beschrieben.

### Systemische Infektionen
Exophiala dermatitidis bildet neurotrophe Infektionen und ist der schwarze Hefepilz, der am häufigsten lebensbedrohliche Phäohyphomykosen verursacht. Zu den Faktoren, die Menschen für eine invasive opportunistische Infektion prädisponieren können, gehören Diabetes mellitus, lymphozytäre Leukämie, Bronchiektasen, rheumatoide Arthritis und Katheterisierung. Systemische Infektionen werden häufig ohne kutane oder subkutane Beteiligung gemeldet.
Systemische E. dermatitidis-Infektionen können zerebrale Metastasen verursachen. Die Mortalität bei solchen Infektionen liegt dabei bei über 90 %. Phäohyphomykosen des zentralen Nervensystems sind selten und treten aus unbekannten Gründen hauptsächlich in Ostasien auf, obwohl der Pilz kosmopolitisch verbreitet ist. In ostasiatischen Bevölkerungsgruppen haben junge und ansonsten gesunde Menschen zerebrale Infektionen entwickelt. Die Lungeninfektionen bei europäischen Mukoviszidose-Patienten und die neurotrophe Mykose in Ostasien werden durch genetisch ähnliche E. dermatitidis-Stämme verursacht; zudem könnten Wirtsfaktoren hinsichtlich der Immunologie für die unterschiedlichen Infektionsmuster verantwortlich sein. Exophiala dermatitidis kommt sowohl in asiatischen als auch in europäischen Saunen sehr häufig vor, und das Fehlen der neurotrophen Mykose in Europa lässt sich nicht durch eine geringere Exposition gegenüber dem Pilz erklären.
Im Jahr 2002 kam es in Krankenhäusern in North Carolina zu einem kleinen Ausbruch einer systemischen E. dermatitidis-Infektion, an der fünf Frauen erkrankten, die Steroidinjektionen zur Schmerzbehandlung erhalten hatten. Bei einer der Frauen wurde die Infektion erst 152 Tage nach der Injektion der kontaminierten Lösung festgestellt. Die FDA stellte fest, dass die Isolate dieser Patientinnen für alle Wirkstoffe von Voriconazol, Itraconazol und Amphotericin B empfänglich waren. Bei einer Patientin verursachte die Infektion eine Sakroiliitis, während sich bei den übrigen vier Patientinnen eine Meningitis entwickelte. Die Meningitis führte bei einer Patientin schließlich zum Tod, während Voriconazol die Infektion bei den vier anderen Patientinnen erfolgreich behandelte. Der Ausbruch wurde auf eine einzige Apotheke zurückgeführt, bei der die FDA feststellte, dass sie die Sterilität ihrer Produkte nur unzureichend kontrolliert hatte.

### Immunreaktion
Exophiala dermatitidis verursacht in der Regel eine unspezifische und granulomatöse Entzündungsreaktion. Lymphozyten, Histiozyten, vielkernige Riesenzellen und Neutrophile werden mobilisiert. Die Wirtsreaktionen sind sehr unterschiedlich, umfassen oft die Bildung von Zysten und reichen von einer schwachen Reaktion bis hin zu einer intensiven Entzündungsreaktion, die zu Gewebenekrosen führt.
Wie bei anderen schwarzen Hefen, die Phäohyphomykose verursachen, scheint Melanin eine Schutzfunktion zu haben und hilft, E. dermatitidis vor dem Tod in menschlichen Neutrophilen zu schützen. Pathogene Stämme von E. dermatitidis enthalten fünfmal mehr Melanin als saprophytische E. dermatitidis, während Melanin-defiziente Mutanten pathogener Stämme eine drastisch reduzierte Virulenz aufweisen.

### Behandlung
Die Diagnose einer E. dermatitidis-Infektion des zentralen Nervensystems kann nur nach einer Biopsie zuverlässig gestellt werden. Für systemische Infektionen gibt es nur wenige Behandlungsmöglichkeiten, und E. dermatitidis wird als „notorisch resistent“ gegen Antimykotika beschrieben. Während des Ausbruchs in North Carolina war die Behandlung mit Voriconazol bei vier der fünf Patientinnen wirksam, und alle Wirkstoffe, Voriconazol, Itraconazol und Amphotericin B, erwiesen sich in vitro als wirksam. Auch Terbinafin hat sich in vitro als wirksam erwiesen, und Kombinationen von Antimykotika können eine synergistische Wirkung gegen E. dermatitidis haben. In einem Artikel aus dem Jahr 2012 wurde festgestellt, dass von den gemeldeten Fällen 44 % der Patienten auf eine Behandlung mit Amphotericin B, 50 % auf eine Behandlung mit Voriconazol und 71,4 % auf eine Itraconazol-Therapie ansprachen.
Bei kleinen und lokalen Infektionen kann ein chirurgischer Eingriff eine Option sein. Da man davon ausgeht, dass E. dermatitidis-Infektionen durch eine verletzungsbedingte Ansiedlung des Pilzes verursacht werden, müssen Chirurgen äußerst vorsichtig sein, um eine erneute Infektion während der Operation zu vermeiden. Trotz der hohen Hitzetoleranz von E. dermatitidis hat sich die Wärmebehandlung von Hautläsionen als wirksam erwiesen.